# Calamosternus mayeri
Calamosternus mayeri é uma espécie de insetos coleópteros polífagos pertencente à família Aphodiidae.
A autoridade científica da espécie é Pilleri, tendo sido descrita no ano de 1953.
Trata-se de uma espécie presente no território português.